# Invasão da Martinica (1674)

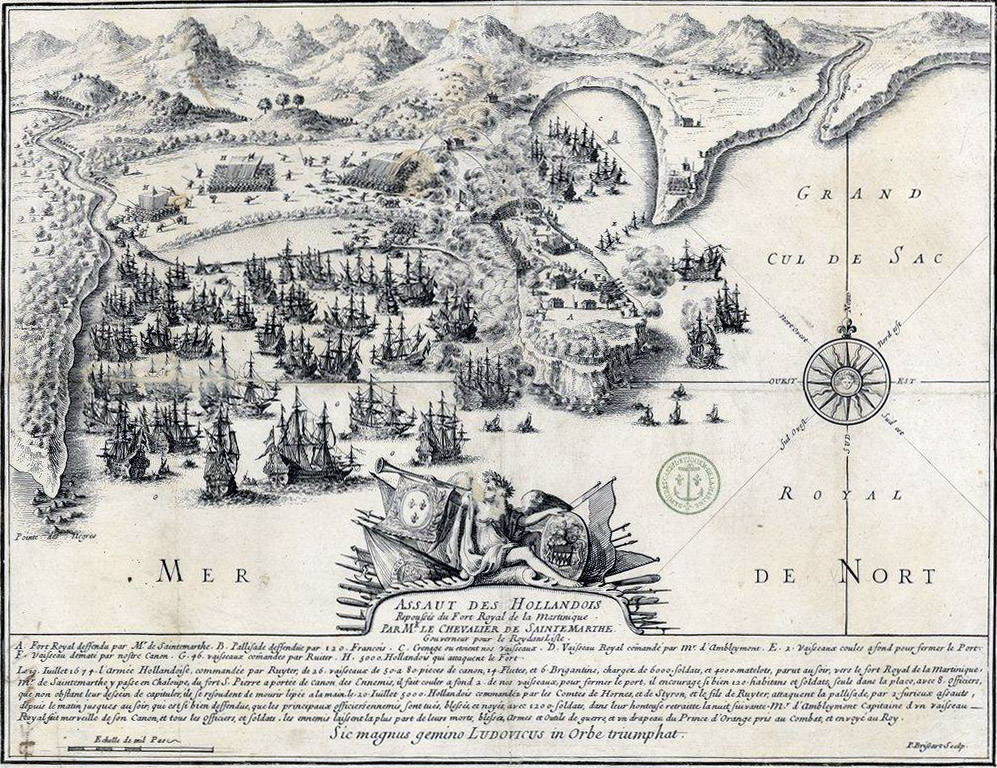
Uma litografia francesa da invasão

A invasão da Martinica em 1674 foi uma tentativa frustrada da República Holandesa de conquistar a ilha caribenha de Martinica da França. Apesar da esmagadora superioridade holandesa em homens e navios, os franceses obtiveram uma vitória decisiva e inesperada.

## Antecedentes
Em 1672, os reinos da França e da Inglaterra emitiram declarações de guerra à República Holandesa, desencadeando a Guerra Franco-Holandesa e a Terceira Guerra Anglo-Holandesa. No entanto, as vitórias navais holandesas no Mar do Norte levaram os ingleses a abandonar sua parte na guerra. no início de 1674. Os holandeses podiam agora dirigir toda a sua considerável força naval contra os franceses, e decidiram atacar a Martinica, o quartel-general das colônias francesas das Índias Ocidentais no Caribe. Os holandeses acreditavam que a captura da Martinica lhes permitiria conquistar rapidamente as outras colônias caribenhas da França e reconstruir sua própria rede devastada pela guerra de plantações de escravos das Índias Ocidentais, dando-lhes domínio sobre todas as Pequenas Antilhas.
Para alcançar esses objetivos, os holandeses reuniram uma poderosa força de invasão sob o almirante Michiel de Ruyter, amplamente considerado como o maior comandante naval da época, cujos sucessos navais contra os ingleses levaram a uma vitória holandesa na Segunda Guerra Anglo-Holandesa. Uma frota de dezoito navios da linha, incluindo seu navio-almirante de 80 canhões De Zeven Provinciën, além de trinta e seis navios de guerra menores, navios de apoio e tropas, e um exército de invasão de 7 400 soldados foi colocado sob seu comando. O jovem Conde de Estireno foi nomeado para liderar as forças terrestres e designado para atuar como governador militar, mas o assalto foi confiado ao Conde de Hoorn, o mais proeminente comandante de guerra de cerco da República Holandesa.
A Martinica era defendida por uma milícia colonial composta por duas companhias de cavalaria e uma dúzia de companhias de infantaria com uma força teórica de cerca de 2 000 homens.  No entanto, o comandante francês em defesa, o Marquês de Baas, calculou mal ao concentrar suas forças para defender a sede do governo em Saint-Pierre, no norte da ilha: de Ruyter optou por atacar o ancoradouro principal em Fort-Royal, na costa oeste. A cidadela fortificada em Fort-Royal era tripulada pela companhia de milícias locais, e o navio de guerra francês Les Jeux sob o comando do capitão Thomas-Claude Renart, enquanto eles podiam esperar alguma assistência adicional dos capitães e tripulações dos navios mercantes no porto.  No entanto, a maioria deles eram ativos militares de confiabilidade e qualidade incertas.
A companhia de milícias Fort-Royal só conseguiu reunir cerca de 100 homens, dos quais um quarto desertou rapidamente, incluindo seu capitão.  Apenas um dos navios mercantes, o Saint-Eustache, estava equipado com algum armamento significativo.  A cidadela era pouco mais do que um conjunto de paliçadas de madeira em torno de um promontório íngreme, com duas posições de artilharia não fortificadas à beira da água, uma modesta bateria de quatro canhões apontados para fora da ponta sul do promontório para varrer a estrada externa de Fort-Royal Bay, e colocação maior de cerca de uma dúzia de canhões comandando o ancoradouro abrigado a leste. A presença militar mais significativa era, portanto, o navio de guerra Les Jeux, mas esta era uma pequena fragata, a apenas 100 pés da proa à popa, armada com apenas vinte e oito canhões, e carregando uma tripulação de apenas 150 homens.

## Batalha

A portrait of the Dutch commander, Michiel de Ruyter.

A frota holandesa chegou ao largo da Martinica na tarde de 19 de julho de 1674, mas as condições calmas impediram-nos de iniciar seu ataque naquele dia, e permitiram que os franceses fizessem preparativos defensivos apressados. Dois navios mercantes franceses foram afundados como navios de bloqueio para impedir o canal de águas profundas que levava ao ancoradouro, e um estrondo defensivo foi colocado na entrada do porto interno; o veterano aventureiro Guillaume d'Orange assumiu a liderança na organização dos remanescentes da companhia miliciana. As tropas foram reforçadas por um destacamento de marinheiros, combinando voluntários das tripulações dos dois navios mercantes afundados e um pequeno grupo de mosqueteiros treinados de Les Jeux, e quando amanheceu na manhã de 20 de julho, o governador da ilha, o Chevalier de Sainte-Marthe, chegou para assumir o comando da defesa, com um pequeno contingente de milicianos adicionais. Mesmo com esses reforços, sua força defensiva era composta por apenas 160 homens.
O ataque holandês começou por volta das 9 horas, com um canhão pelos navios, seguido pela primeira leva de soldados em uma flotilha de barcos abertos. Em vez de atacar o porto diretamente, eles remaram para a baía em grande parte não defendida sob os penhascos íngremes no lado oeste da fortaleza, chegando à costa por volta das 11 horas na praia onde o assentamento civil estava localizado, mas os defensores atiraram das alturas da fortaleza, ferindo o Conde de Styrum. Relatos populares afirmam que muitas das tropas holandesas perderam sua disciplina ao desembarcar, e se voltaram para saquear um armazém cheio de rum, mas os comandantes reuniram seus homens restantes e fizeram preparativos para atacar a fortaleza. 
Os holandeses fizeram um assalto contra a paliçada no lado terrestre do forte, onde foram repelidos pelo fogo de mosquete da milícia e dos marinheiros. Uma segunda força holandesa encontrou uma passagem estreita que levava através dos penhascos para o interior das fortificações, mas seu ataque foi visto por Guillaume d'Orange – incapaz de usar um mosquete devido a antigos ferimentos de guerra, ele jogou pedras contra os holandeses; outros soldados e marinheiros correram para ajudá-lo, com o alferes de Martignac, o comandante do destacamento naval, atirando repetidamente contra as densamente lotadas fileiras holandesas à queima-roupa, apontando seus tiros para derrubar dois homens de cada vez. Esta luta se resumiu ao combate corpo a corpo, mas o porta-estandarte holandês foi morto e sua bandeira de guerra foi capturada, aparentemente pelo próprio capitão Renart.
Os holandeses recuaram em alguma desordem, mas à tarde, renovaram o ataque. Primeiro, eles tentaram forçar o ancoradouro diretamente, enviando fragatas para atacar, mas seu avanço foi interrompido pelos navios de bloqueio afundados, e seus navios foram pegos em enfileiramento entre as colocações de armas da fortaleza no Oeste, e os lados largos de Les Jeux e Saint-Eustache no porto interno protegido no lado leste.  Quando os navios recuaram, a infantaria atacou contra a fortaleza novamente, mas eles se viram sob um fogo de artilharia devastador: o capitão Renart havia trazido Les Jeux para perto da costa para aumentar suas fileiras de avanço com flancos de grapeshot, e ele havia implantado os seis canhões giratórios do navio no forte, para disparar diretamente em sua frente de ataque.  Depois de várias horas de ataques malsucedidos, o Almirante de Ruyter deu o sinal para recuar. Os holandeses admitiram entre 1 000 e 1 300 mortos ou feridos.
Os franceses sofreram apenas dezesseis baixas no total, incluindo seus feridos, mas eles estavam com pouca munição, e eles acreditavam que os holandeses logo renovariam seu ataque: Sainte-Marthe abandonou o forte e ordenou que os navios fossem queimados. Os mercadores restantes foram devidamente incendiados, mas o capitão Renart decidiu ignorar as ordens do governador pelo maior tempo possível, esperando ansiosamente a bordo do Les Jeux a noite toda. No início da manhã, a falta de qualquer evidência de atividade em torno da cabeça de praia holandesa levou-o a enviar seu primeiro oficial para investigar: ele descobriu que os holandeses haviam se retirado de volta para seus navios durante as horas de escuridão e sua frota já estava navegando, deixando apenas algumas de suas baixas, feridos graves demais para se mover, em meio aos mortos, e uma explosão de armamento e equipamentos militares abandonados. A força de defesa havia obtido uma vitória dramática e inesperada.

## Consequências
Os historiadores franceses ainda descrevem a Martinica como um sucesso militar espantoso: o grande de Ruyter e a marinha holandesa foram derrotados por uma única fragata. A Martinica continuaria a ser francesa. O capitão Renart foi recompensado com o grande título nobre de Marquês d'Amblimont; mais tarde, ele retornaria a Fort-Royal como governador-geral do Caribe francês.
A humilhada frota holandesa recuou para o outro lado do Atlântico, com as suas perdas de combate agravadas pelos estragos da doença.  Suas ambições de expandir seu império colonial nas Américas foram permanentemente paralisadas, deixando-os apenas com o Suriname e as Antilhas Holandesas. Historiadores modernos da história naval holandesa do século XVII às vezes optaram por evitar mencionar a campanha.